# Neolabis
Neolabis je rod uholaža iz potporodice Anisolabidinae. Naveo ga je Steinmann u djelu The Animal Kingdom (Das Tierreich).